# Real Valladolid Baloncesto
El Real Valladolid Baloncesto, conocido hasta 2020 como Club Baloncesto Ciudad de Valladolid, es un club de baloncesto español de la ciudad de Valladolid, provincia de Valladolid, en la comunidad autónoma de Castilla y León que actualmente juega en la liga LEB Plata. Fue fundado el 18 de junio de 2015 tras la desaparición del Club Baloncesto Valladolid y su actual presidente es Lorenzo Alonso Nistal. En julio de 2020 pasó a integrarse en la estructura del Real Valladolid C.F., cambiando su denominación por la actual. 

El color que identificaba al club era el carmesí, color que cambió a los del equipo blanquivioleta cuando se unió en 2020 al equipo de fútbol de la ciudad.

## Historia
El equipo se fundó en el verano de 2015, cuando el hasta entonces principal equipo de baloncesto de la ciudad, el Club Baloncesto Valladolid, se vio imposibilitado para seguir compitiendo debido a sus graves problemas económicos. Diversos jugadores, empleados y directivos del anterior equipo se incorporaron a la nueva entidad, incluido su presidente Mike Hansen, y también disputan sus partidos en el mismo polideportivo, el Pisuerga.
La entidad cuenta con varios equipos de base y una escuela de formación con el nombre de Lalo García, baloncestista vallisoletano capitán del anterior equipo e internacional con España, que falleció en 2015. A su vez y en homenaje al eterno capitán, el Club Baloncesto Ciudad de Valladolid organizará anualmente un torneo en su memoria en la categoría junior.
En la temporada 2016-17, y con el vallisoletano Paco García como entrenador, el equipo ascendió a la LEB Oro tras superar en la final de las eliminatorias al equipo vasco Zornotza.
Las temporada 2017-18 y 2018-19 ya en LEB Oro siguieron entrenadas por el vallisoletano Paco García logrando en ambas temporadas la clasificación a los play-off de ascenso a la Liga ACB, pero sin conseguir el ascenso. 
Para la temporada 2019-20 el equipo será entrenado por el vallisoletano Hugo López y hasta la jornada 24 el equipo era líder de la competición que fue suspendida el 11 de marzo de 2020 por la COVID-19. La competición seguirá parada hasta que la Federación Española de Baloncesto una vez este permitido disputar partidos decida si continuar la competición  o se disputa la promoción de ascenso con el Guipúzcoa Basket segundo clasificado para certificar el ascenso a la Liga ACB.
El 23 de mayo de 2020 se anuncia un principio de acuerdo con el Real Valladolid C.F. para la colaboración entre ambas entidades. La fusión supondría que el club pasa a ser una sección dentro del Real Valladolid C.F.. Entre los cambios variaría los colores del club y el nombre.
El 25 de mayo de 2020 se confirma que se da por finalizada la temporada al no poder garantizarse las medidas sanitarias establecidas en el protocolo sanitario elaborado por la FEB ni el principio de competición en igualdad de condiciones de acuerdo a las resoluciones adoptadas por esta misma Comisión Delegada en su reunión del pasado 8 de mayo por lo que el equipo que iba en primera posición es proclamado campeón de la LEB Oro, optando a ascender a la Liga ACB. 

Según dichos acuerdos, de la Liga LEB Oro ascienden a la Liga ACB los dos primeros equipos clasificados a fecha de la última jornada disputada (8 de marzo de 2020): Carramimbre CBC Valladolid y Guipúzcoa Basket. 

La aprobación de esta resolución de la Comisión Delegada de la Federación Española de Baloncesto se produce de conformidad con la resolución de la Presidenta del CSD de fecha 30 de abril, y pone fin a la vía federativa.
Con la aprobación de esta decisión, todo quedará ahora en manos de la ACB, quien tendrá que decidir si acepta la inclusión de los dos equipos y amplia a 18 la competición después de anunciar que no habría descensos ya que Antonio Martín presidente de la Asociación de Clubes avisó de que no querían 18 equipos para la temporada 2020-21.
El 3 de agosto de 2020 se firmó el acuerdo de colaboración con el Real Valladolid Club de Fútbol. El acuerdo contemplaba el cambio de nombre del equipo por el de Real Valladolid Baloncesto, el cambio de colores que pasaron a ser blanquivioletas, la integración en la junta directiva del equipo del director del equipo de fútbol David Espinar. Además las campañas de abonados se hicieron conjuntas y las peñas de ambos equipos también se reunieron para tratar varios temas. El Real Valladolid comunicó a los responsables del Club Baloncesto Ciudad de Valladolid su intención de no prorrogar el convenio en abril de 2025.

## Organigrama Deportivo

### Plantilla y Cuerpo Técnico 2024-25
Entre el equipo técnico se encuentran también el médico Alberto Correas y el fisioterapeuta Carlos Romano.

### Cuerpo Técnico 2024-25
- Entrenador: Alejandro Paniagua Cendón.
- Segundo entrenador:  Álvaro Díaz
- Entrenador asistente:
- Preparador físico: Mario de Ana.
- Fisioterapeuta: Carlos Romano.
- Médico: Dr. Alberto Correas.
- Delegado: Julio Torres.
- Utillero: David Rincón.

### Altas y bajas 2024-25
| Altas            | Altas     | Altas                                        | Altas | Altas |
| Jugador          | Posición  | Procedencia                                  | Tipo  | Costo |
| ---------------- | --------- | -------------------------------------------- | ----- | ----- |
| Gert Suvi        | Pívot     | Rae Korvpallikool                            | Libre | 0 €   |
| Amanze Egekeze   | Ala-pívot | Kataja Basket                                | Libre | 0 €   |
| Agustí Sans      | Base      | Club Deportivo Elemental Estela de Cantabria | Libre | 0 €   |
| Nathan Hoover    | Escolta   | Instituto Atlético Central Córdoba           | Libre | 0 €   |
| Hansel Atencia   | Base      | Titanes de Barranquilla                      | Libre | 0 €   |
| Vasilije Vučetić | Pívot     | KK Vojvodina                                 | Libre | 0 €   |
| Dani Manchón     | Escolta   | Amics del Bàsquet Castelló                   | Libre | 0 €   |
| Shemar Wilson    | Pívot     | Texas-Arlington Mavericks                    | Libre | 0 €   |
| Dāvis Rozītis    | Pívot     | Tartu Ülikool/Rock                           | Libre | 0 €   |
| Eric Demers      | Escolta   | Club Bàsquet Menorca                         | Libre | 0 €   |
| Josh Mballa      | Ala-pívot | Palencia Baloncesto                          | Libre | 0 €   |

| Bajas                   | Bajas     | Bajas                                        | Bajas | Bajas |
| Jugador                 | Posición  | Destino                                      | Tipo  | Costo |
| ----------------------- | --------- | -------------------------------------------- | ----- | ----- |
| Martynas Zigmantavičius | Base      | Agente Libre                                 | Libre | 0 €   |
| Devin Schmidt           | Escolta   | Estudiantes                                  | Libre | 0 €   |
| Romaric Belemene        | Alero     | Club Deportivo Elemental Estela de Cantabria | Libre | 0 €   |
| Iñigo Royo              | Ala-pívot | Iraurgi Saski Baloia                         | Libre | 0 €   |
| Jaime Fernández         | Ala-pívot | Basket Zaragoza 2002                         | Libre | 0 €   |
| Lucas N'Guessan         | Pívot     | Astros de Jalisco                            | Libre | 0 €   |
| Herve Kabasele          | Pívot     | Club Deportivo Elemental Estela de Cantabria | Libre | 0 €   |
| Lotanna Nwogbo          | Pívot     | Baloncesto Fuenlabrada                       | Libre | 0 €   |
| Nathan Hoover           | Escolta   | Agente libre                                 | Libre | 0 €   |
| Hansel Atencia          | Base      | Real Betis Baloncesto                        | Libre | 0 €   |
| Dāvis Rozītis           | Pívot     | Agente libre                                 | Libre | 0 €   |
| Amanze Egekeze          | Ala-pívot | Agente libre                                 | Libre | 0 €   |

## Jugadores

### Premios Jornada
- Jugador de la jornada:
  -  Sergio de la Fuente: J. 32 LEB Oro 2018-19
  -  Álex Reyes: Q1 LEB Oro 2018-19
  -  Sergio de la Fuente: Q3 LEB Oro 2018-19
  -  Sergio de la Fuente: J. 16 LEB Oro 2019-20

### Premios Temporada
- MVP:
  -  Sergio de la Fuente: LEB Plata 2016-17[29]
- Más asistencias por partido:
  -  Óscar Alvarado: 6,2 asistencias por partido (temporada Leb Oro 2018-19).

## Entrenadores
- Iñaki Martín (2015/2016)
- Paco García (2016/2019)
- Hugo López Muñoz (2019/2021)
- Roberto González Presas (2021/2022)
- Paco García (2022/2024)
- Lolo Encinas (2024)
- Iñaki Martín (2025)
- Alejandro Paniagua Cendón (2025)
- David Barrio Fernández (2025/Act.)

## Administración

### Directiva actual
```
 La directiva actual está organizada de la siguiente forma oficial desde el 21/11/2023
[
30
]
```

#### Consejo de administración
- Presidente: Lorenzo Alonso Nistal

- Vicepresidente: Saúl Hernández Ros

- Vicepresidente Segundo: Ignacio Pereda Mateo

- Secretario: Carlos Ramos Martínez

- Tesorero: Santiago Rodríguez Calderón

- Vocal: Pablo Casero Corrales

- Director general: Enrique Peral Antúnez

### Lista de presidentes

#### Dirección administrativa
| \| Orden \| Presidente \| Periodo \| \| ----- \| -------------------------- \| ------------------ \| \| 1 \| Mike Hansen \| 2015-21[31][32] \| \| 2 \| Alejandro García Pellitero \| 2021- 2023[33][34] \| \| 3 \| Lorenzo Alonso Nistal \| 2023-Act.[35] \| |                            |            |
| Orden | Presidente                 | Periodo    |
| 1 | Mike Hansen                | 2015-21    |
| 2 | Alejandro García Pellitero | 2021- 2023 |
| 3 | Lorenzo Alonso Nistal      | 2023-Act.  |

## Datos de la sección

### Denominaciones
- 2015-16: Brico Depôt CBCV
- 2016-17: Comercial Ulsa CBCV
- 2017-20: Carramimbre CBCV
- 2020-21.: Clínica Sur-Aspasia Real Valladolid Baloncesto[36]
- 2021-act.: Universidad Europea Miguel de Cervantes Real Valladolid Baloncesto: UEMC Real Valladolid Baloncesto[2]

## Trayectoria
| Temporada | Categoría   | Nivel | Puesto | Balance | Playoff/Postemporada               | Copa        | Copa |
| --------- | ----------- | ----- | ------ | ------- | ---------------------------------- | ----------- | ---- |
| 2015–16   | LEB Plata   | 3     | 13.º   | 9–17    |                                    |             |      |
| 2016–17   | LEB Plata   | 3     | 7.º    | 17–13   | Campeón (playoffs ascenso) Ascenso |             |      |
| 2017–18   | LEB Oro     | 2     | 9.º    | 15–19   | Cuartos de final                   |             |      |
| 2018–19   | LEB Oro     | 2     | 6.º    | 20–14   | Cuartos de final                   |             |      |
| 2019–20   | LEB Oro     | 2     | 1.º    | 18–6    |                                    |             |      |
| 2020–21   | LEB Oro     | 2     | 4.º    | 9–7     | 8º (de 10), 7–11                   |             |      |
| 2021–22   | LEB Oro     | 2     | 9.º    | 18–16   | Cuartos de final                   |             |      |
| 2022–23   | LEB Oro     | 2     | 5.º    | 22–11   | Semifinales (Final Four)           |             |      |
| 2023–24   | LEB Oro     | 2     | 8.º    | 18–16   | Cuartos de final                   |             |      |
| 2024–25   | Primera FEB | 2     | 16.º   | 11–23   | Descenso                           | Copa España | QF   |

### Resumen estadístico
Nota: Actualizado hasta temporada 2024/25 (sin contar playoffs). Resaltadas las competiciones activas.
| Competición   | Temporadas | P.J. | P.G. | P.P. | Mejor resultado  |
| ------------- | ---------- | ---- | ---- | ---- | ---------------- |
| Liga ACB      | 0          | —    | —    | —    | —                |
| Primera FEB   | 8          | 262  | 138  | 124  | Campeón (1)      |
| Segunda FEB   | 2          | 56   | 26   | 30   | Subcampeón       |
| Copa Princesa | 1          | 1    | 0    | 1    | Subcampeón       |
| Copa España   | 1          | 6    | 4    | 2    | Cuartos de final |
| Total         |            | 325  | 168  | 157  | 1 Título         |

## Palmarés
- Liga Española de Baloncesto Oro: (1) 2019-20

## Instalaciones
El Pabellón Polideportivo Pisuerga es un pabellón cubierto multiusos, situado en la ciudad española de Valladolid. Es de propiedad municipal y fue construido en 1985 para albergar el Campeonato Mundial de Gimnasia Rítmica. Tiene un aforo de 6 800 espectadores,2 repartidos en 3 800 en gradas fijas y 3 000 en gradas telescópicas. Está situado en la Plaza de México s/n.

## Uniforme

### Uniforme titular
El uniforme titular desde su fundación en 2015 hasta el año 2020 ha sido de color carmesí, color del escudo de la ciudad, a partir de ese año pasa a ser de color violeta tras el acuerdo con el Real Valladolid C.F.:
| 2015-2020 2020-Act. 2020-2021 |

### Uniforme visitante
El uniforme visitante ha cambiado a lo largo de las distintas temporadas. A partir del año 2020 el color será blanco tras el acuerdo con el Real Valladolid C.F.:

### Uniforme alternativo
El tercer uniforme ha sido de color rosa en homenaje al cáncer de mama:

### Evolución Uniforme visitante
La temporada 2019-20 vistio de color negro con una franja de color rojo.